# Daewoo Matiz
Daewoo Matiz  — микролитражный (особо малого класса) городской автомобиль. Разработан и выпускается южнокорейским подразделением General Motors (Daewoo), а также другими автозаводами по лицензии. Начиная с 2015 года автомобиль именуется Chevrolet Spark.

## Первое поколение

### M100
Первоначально экстерьер автомобиля прорабатывался Джорджетто Джуджаро в дизайн-студии Italdesign для фирмы Fiat, опытный образец которого был показан в 1993 году и назывался Fiat Lucciola: данный образ был выполнен в стиле неоретро, который, в данном случае, являлся пародией на конструктив компактных кузовов автомобилей 1950-х годов — а конкретно на автомобиль Fiat 500 1957 модельного года. Автомобиль предполагался для замены автомобиля предыдущего поколения — Fiat Cinquecento. В конечном итоге он был отвергнут Фиатом, и к задумке выпустить кузов автомобиля в этом стиле он вернулся в 2000-х годах, результатом чего стала модель Fiat 500 2007 модельного года. После этого дизайн был приобретён фирмой Daewoo Motors, которая нашла ему применение при создании собственного нового кузова автомобиля, который должен был прийти на смену предыдущему — Daewoo Tico. Внешность исходного итальянского пробника была переработана Daewoo — самым главным отличием стало количество дверей: 5 против 3. В автомобиле применены шасси и двигатель (платформа), впервые появившиеся в кузове автомобиля предыдущего поколения, Daewoo Tico — который, в свою очередь, является копией Suzuki Alto 1988 модельного года. Некоторые инженерные работы производились в Daewoo Worthing Techical Centre в Англии. Автомобиль получился столь удачным, что стал самым продаваемым автомобилем фирмы в Европе и Индии с 1998 по 2002 год.
Во многих элементах (таких как трехцилиндровый мотор объёмом 0,8 литра, механической трансмиссии и элементам подвески) повторяет своего предшественника — Daewoo Tico, ходовая часть которого базировалась на основе второго поколения семейства автомобилей Suzuki Alto (прототип которого появился в 1982 году, впоследствии после снятия с производства данной модели в Японии в 1988 году, модель была продана корейцам), а двигатель был доработан английской компанией Tickford: карбюраторная система подачи топлива была заменена на инжекторную, за счёт этого мощность двигателя повысилась с 42 до 51 л. с.
Кузов и салон разрабатывался известной итальянской дизайнерской компанией Italdesign-Giugiaro S.p.A (она же впоследствии провела два обновления внешнего вида) для концепт-кара Lucciola, который она хотела предложить в качестве замены автомобиля Fiat Cinquecento компании Fiat, однако Fiat впоследствии создал свою новую модель Fiat Seicento, а прототип концепт кара был продан компании Daewoo. Всего выпущено более 300 000 автомобилей.
Производство Matiz (M100 модели) началось в конце 1997 года на заводе в Корее. Польский завод Daewoo-FSO начал в сентябре 1999 года производство по лицензии и из комплектующих. Там автомобиль был известен c 2004 года как FSO Matiz (с 1998 по 2004 год автомобили выпускались под маркой Daewoo). Производство в Польше было прекращено в 2008 году в связи с окончанием лицензионного соглашения между FSO и GM-Daewoo. С 1998 года Matiz также производится в Индии и Румынии (Automobile Craiova). В Тайване автомобиль был известен как Formosa Matiz.

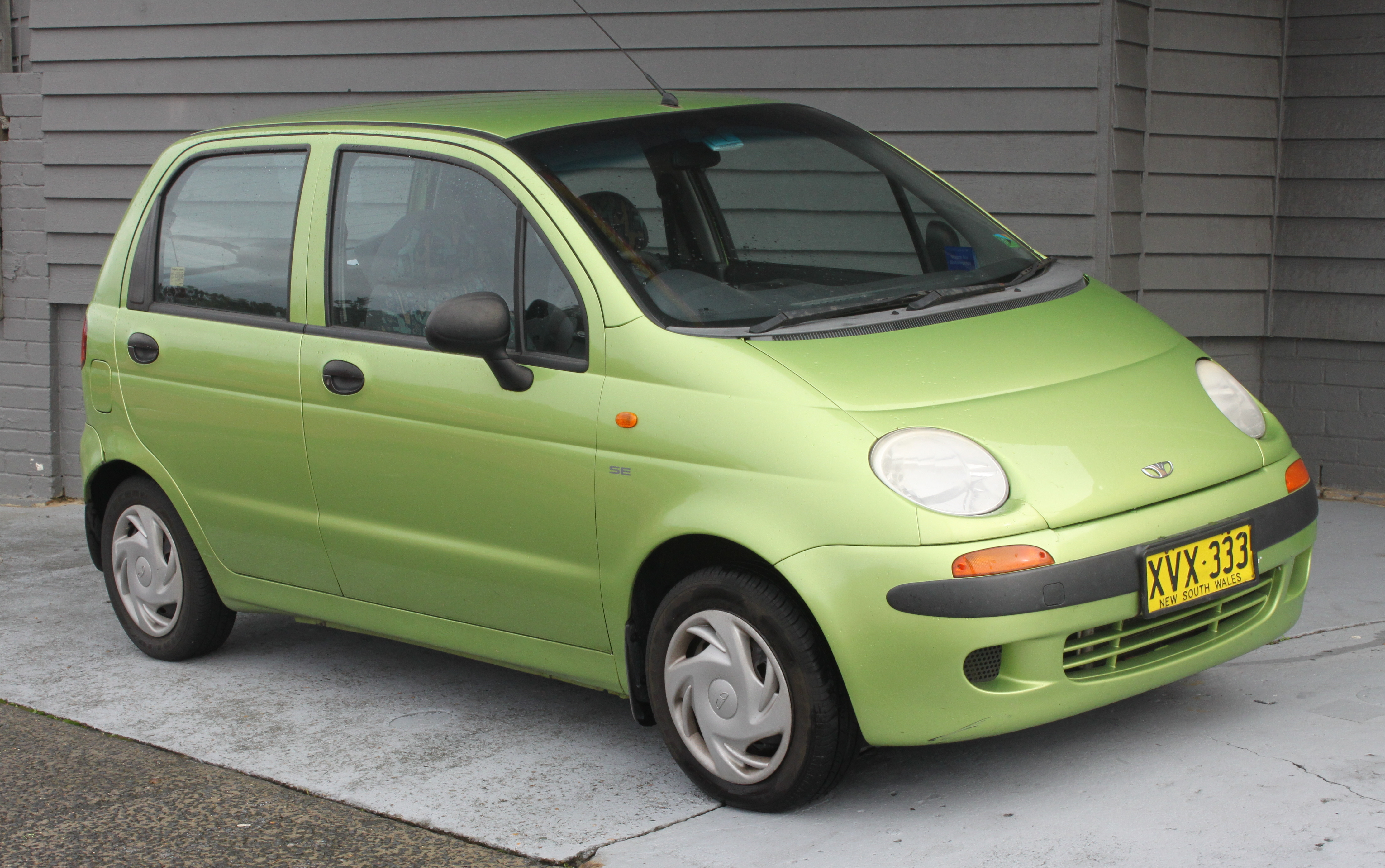
Matiz M100 спереди
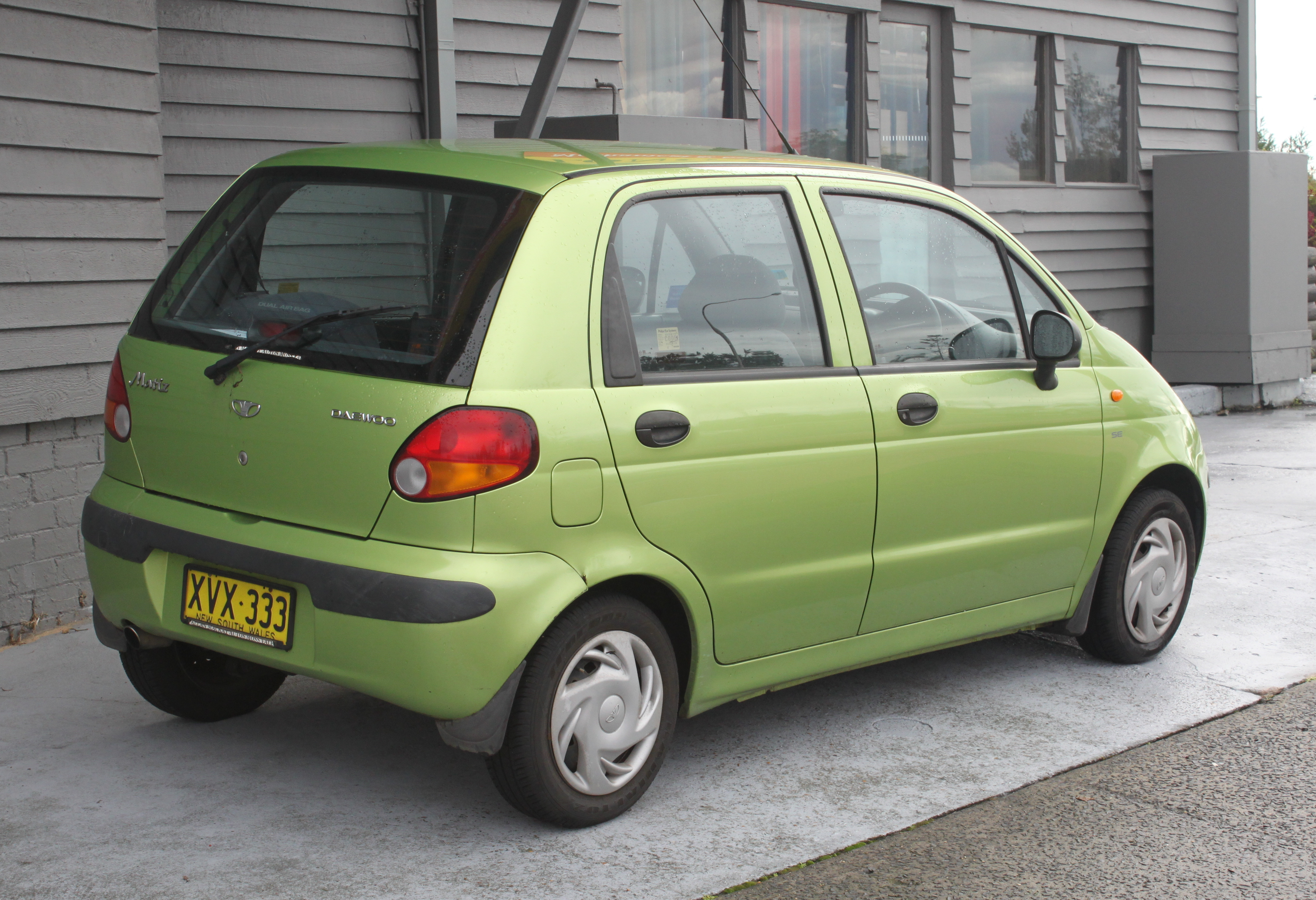
Matiz M100 сзади
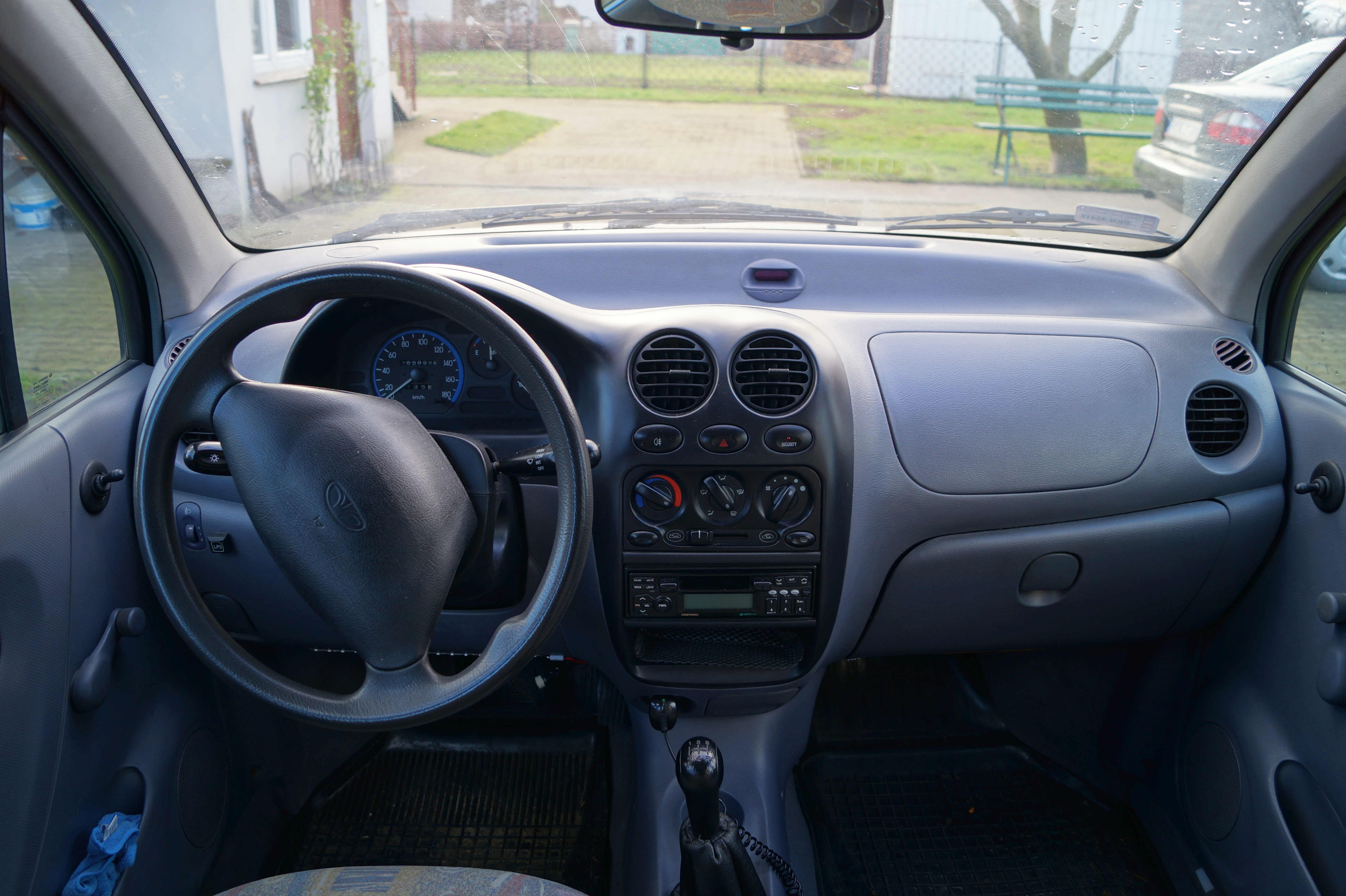
Салон

### M150
В 2000 году машина претерпела рестайлинг (модификация M150), а также спустя год стала производиться по лицензии и из комплектующих (CKD) в Узбекистане на заводе UzDaewoo. В Корее обновлённый Matiz производился под названием Matiz II.
Автомобиль претерпел значительные изменения в экстерьере: изменён передний бампер, перемещены «лупоглазые» фары, передние поворотники приобрели округлую форму, изменена крышка багажника, а также задние фонари и задний бампер. В салоне теперь доступны электростеклоподъёмники, а в центральном тоннеле добавлены два подстаканника. Дизайн нового Matiz также создавали в Daewoo Worthing Techical Centre.
В 2001 году корпорация General Motors выкупила контрольный пакет акций разорившейся Daewoo Motors. После этого с 2004 года автомобили Daewoo стали поставляться под маркой Chevrolet Matiz. При этом автомобили, собиравшиеся на автозаводе в Узбекистане, сохранили своё прежнее название. Автомобили под маркой Chevrolet поступили в продажу 1 января 2005 года.
К концу 2002 года в Европе было продано 500000 Daewoo Matiz, а в 2005 было продано уже 1,4 млн Daewoo и Chevrolet Matiz.
В 2003 году автомобиль получил новый литровый двигатель, который заметно улучшил динамические характеристики. В Россию автомобиль с двигателем литрового объёма, также как и с автоматической коробкой, стал поставляться в 2005 году.
3 основные производившиеся комплектации Matiz:
- двигатель 0,8 литра МКПП или АКПП
- двигатель 1 литр МКПП
- двигатель 1,2 литра МКПП (Baojun Lechi).

Автомобиль соответствовал нормам токсичности Евро 2. Автомобили с автоматической коробкой передач с 2008 года в Россию поставляться перестали. Это связано с тем, чтобы не создавать лишней конкуренции в данном сегменте модели Chevrolet Spark.
В конце 2008 года очередная модификация изменила инжектор двигателя под норму Евро-3. В 2011 году был произведен легкий рестайлинг. Были изменены передние фары и задние фонари. В головных фарах появилась отдельная секция для дневных ходовых огней, но реализованы были только габаритные огни.
Также, в 2012 году, в кузове М150 повторители сигналов поворота были перенесены с крыльев на боковые зеркала заднего вида. С 2012 года автомобиль Matiz соответствует экологическому стандарту безопасности Евро-4.
На заводе на 2013 год было выпущено 90 тысяч машин, В Китае автомобиль продавался как Chevrolet Lechi. Он оставался в производстве до 2012 года, когда была обновлена версия и стала называться Baojun Lechi с двигателями 1 литр (69 л. с.) и 1,2 литра (86 л. с.)
В 2016 году автомобиль начали продавать на российском рынке под новым названием Ravon Matiz, однако вскоре после выпуска 12 экземпляров поставки были прекращены.

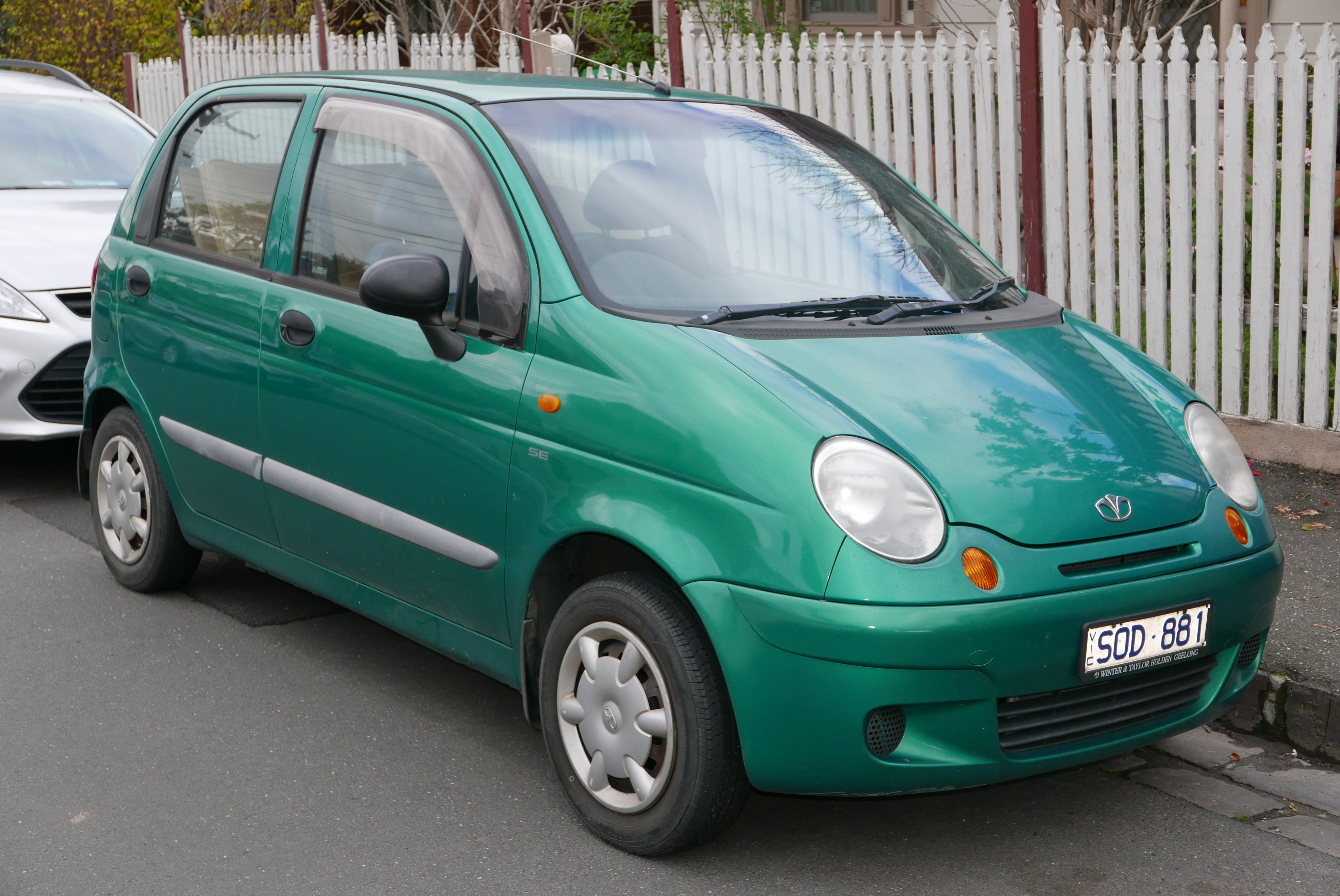
Matiz M150 спереди
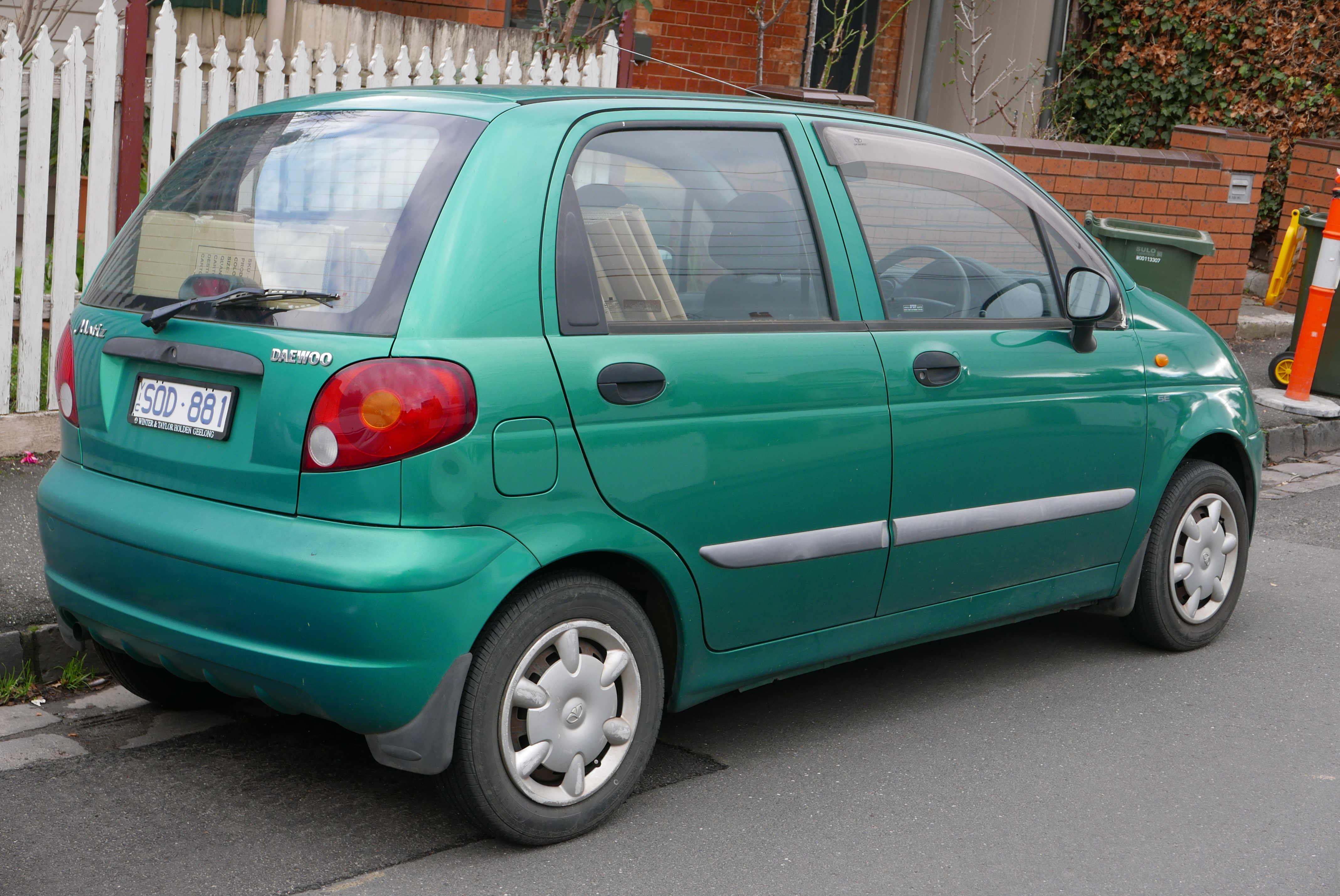
Matiz M150 сзади
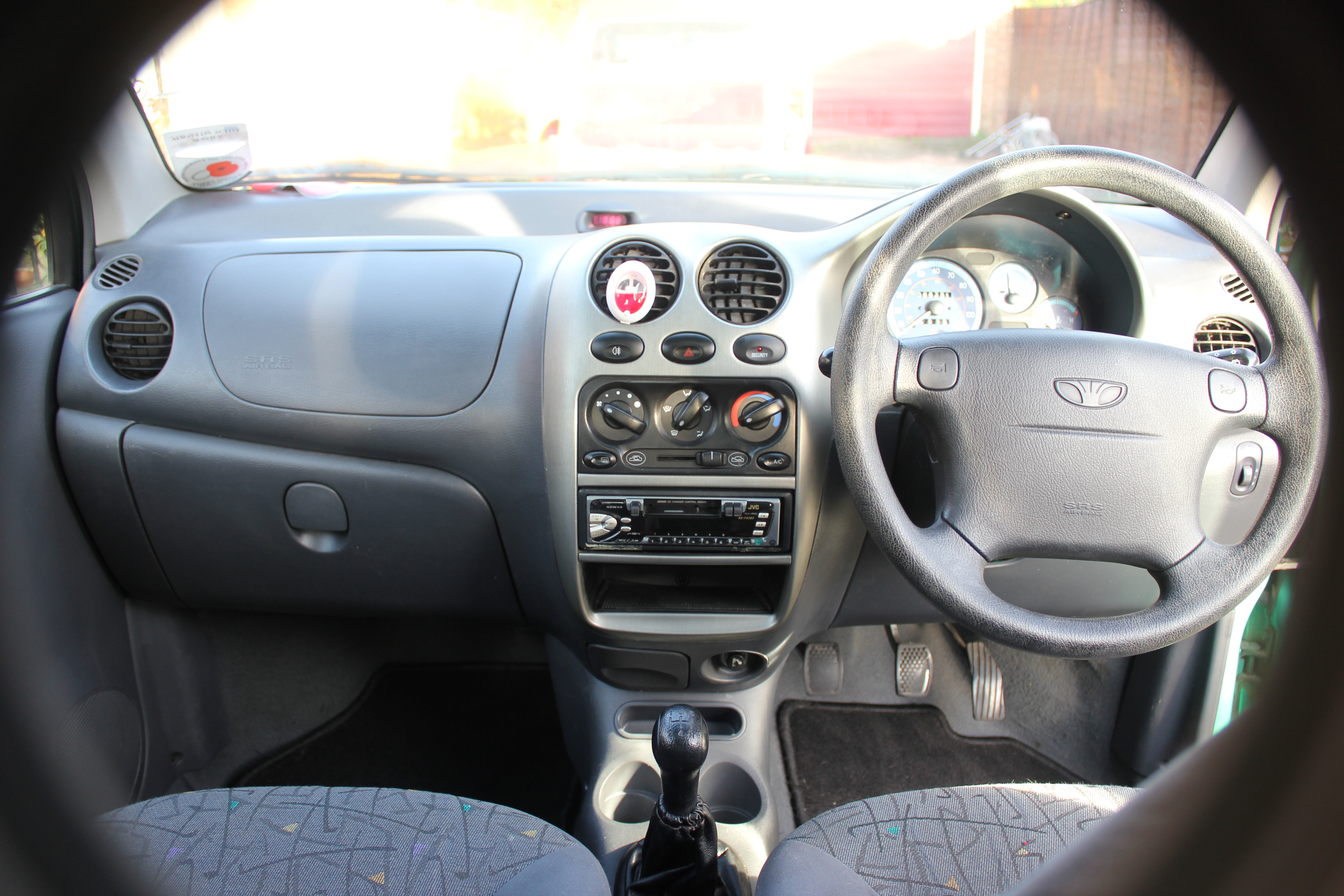
Салон
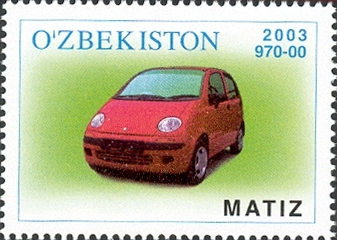
Матиз на почтовой марке Узбекистана

### Безопасность
При сравнении теста EuroNCAP 2000 года и краш-теста 2003 года, выполненного редакцией «Авторевю», видны заметные различия:
| Euro NCAP                                             | Euro NCAP | Euro NCAP | Euro NCAP |
| ----------------------------------------------------- | --------- | --------- | --------- |
| Рейтинги                                              | Пассажир  |           | 19        |
| Рейтинги                                              | Пешеход   |           | 15        |
| Протестированная модель: Daewoo Matiz SE+, RHD (2000) |           |           |           |

| ARCAP                                        |          |  |  |
|                                              |          |  |  |
|                                              | 11 из 16 |  |  |
| Протестированная модель: Daewoo Matiz (2003) |          |  |  |

## Второе поколение

### M200

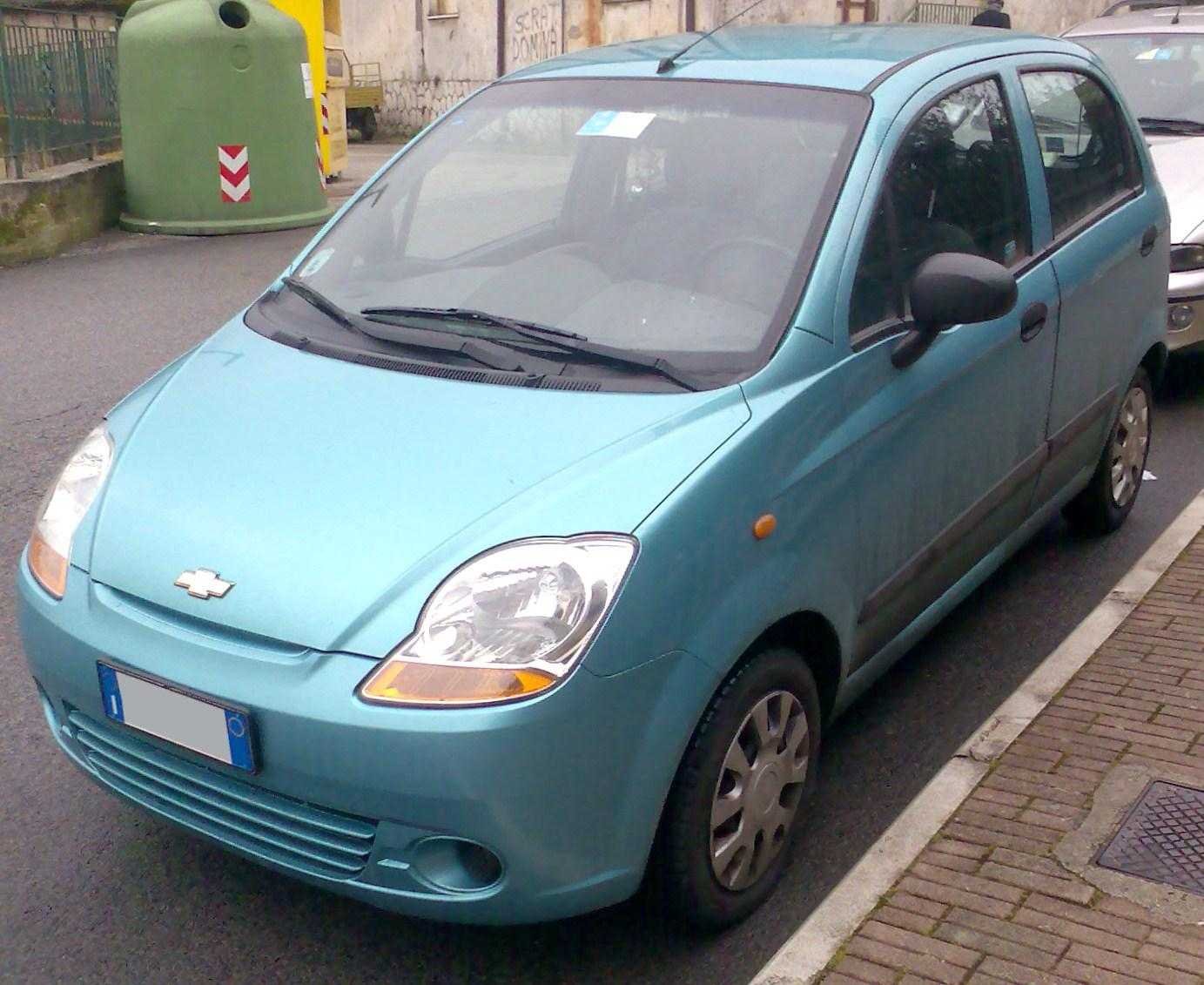
Matiz M200

Основа модели — концепт M3X, представленный на Парижском автосалоне в 2004 году.
В 2005 году на свет появился новый вариант Матиза (модификация M200). Он получил новые, более экологичные двигатели, экстерьер и интерьер. Изменён коэффициент аэродинамического сопротивления и расход топлива, а также новые переднюю и заднюю подвески. Форма кузова практически не изменилась. Пришедший на смену морально устаревающему Daewoo Matiz автомобиль поставлялся в Россию под именем Chevrolet Spark
На европейском рынке, как и предыдущее поколение, он поставлялся как Chevrolet Matiz, на южнокорейском под старым названием, Daewoo Matiz.
Линейка двигателей осталась прежней, 0,8 литра и 1 литр, как в первом поколении, изменились только расход топлива и экологичность, что уже сказано выше. В Южной Корее предлагался только один двигатель.

### M250

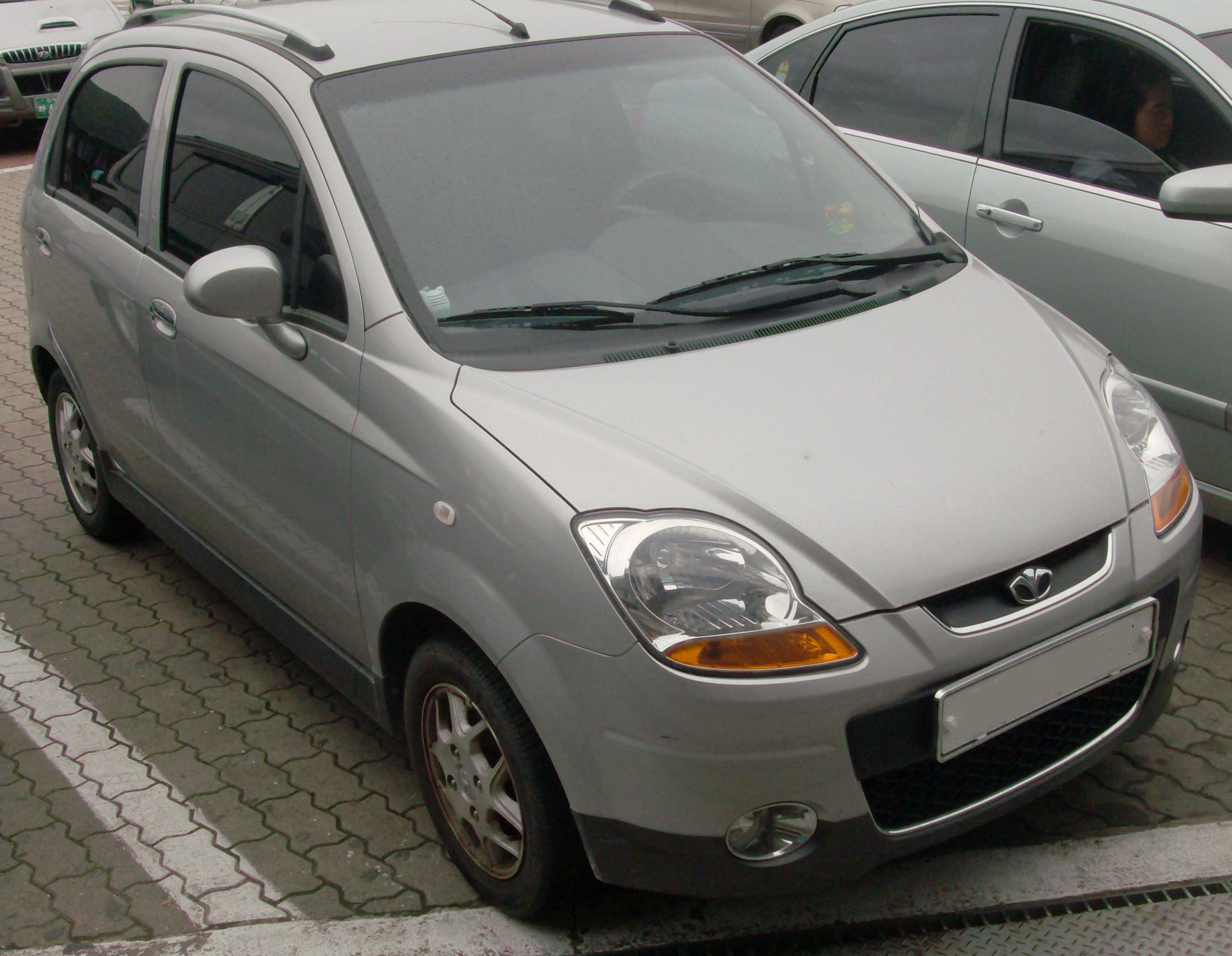
Matiz M250

В 2007 году автомобиль подвергся небольшому рестайлингу (модификация M250). Изменениям подверглись лишь световые приборы — габариты в передних фарах были перенесены в отдельный отсек в верхней части фар, а задние фонари были полностью переделаны (производитель отошёл от стиля Red Evil Eyes) — стали более строгими, чем-то напоминающие фары Hyundai Getz. Matiz M250 стал производиться в Европе и Америке уже как Chevrolet Spark, а не Matiz, как раньше.
За 10 лет производства было продано больше 2.3 млн Daewoo Matiz M200/M250 и Chevrolet Spark M250.
Несмотря на наличие преемника в виде Matiz Creative, автомобиль Matiz M250 производится в Пакистане, Индии, Вьетнаме и в Колумбии. В Корее автомобиль с 2009 по 2015 год производился под названием Matiz Classic.

### Безопасность
Автомобиль прошёл тест Euro NCAP в 2005 году:
| Euro NCAP                                             | Euro NCAP | Euro NCAP | Euro NCAP |
| ----------------------------------------------------- | --------- | --------- | --------- |
| Рейтинги                                              | Пассажир  |           | 17        |
| Рейтинги                                              | Ребёнок   |           | 30        |
| Рейтинги                                              | Пешеход   |           | 13        |
| Протестированная модель: Chevrolet Matiz, 5-dr (2005) |           |           |           |

## Третье поколение

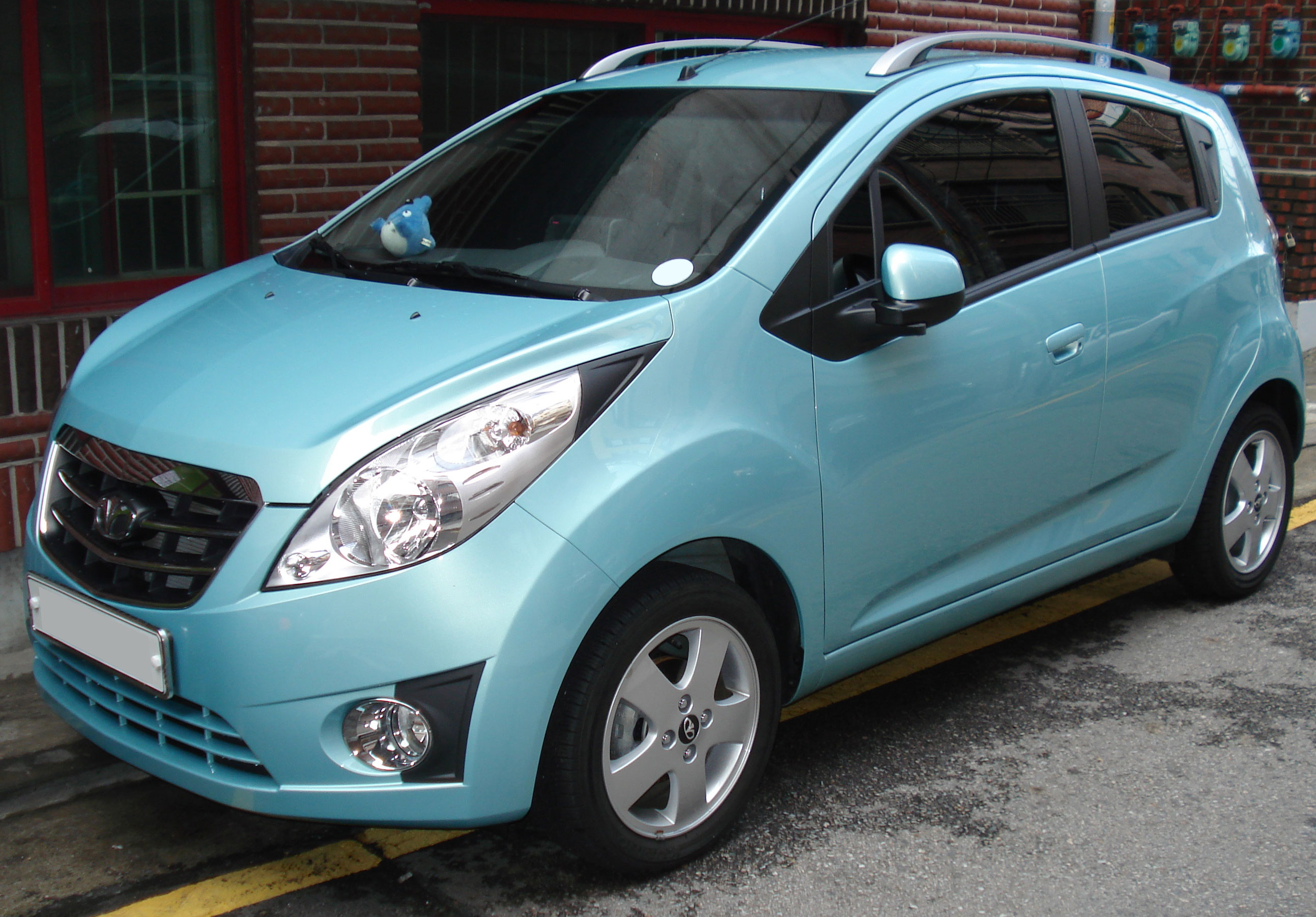
Matiz M300

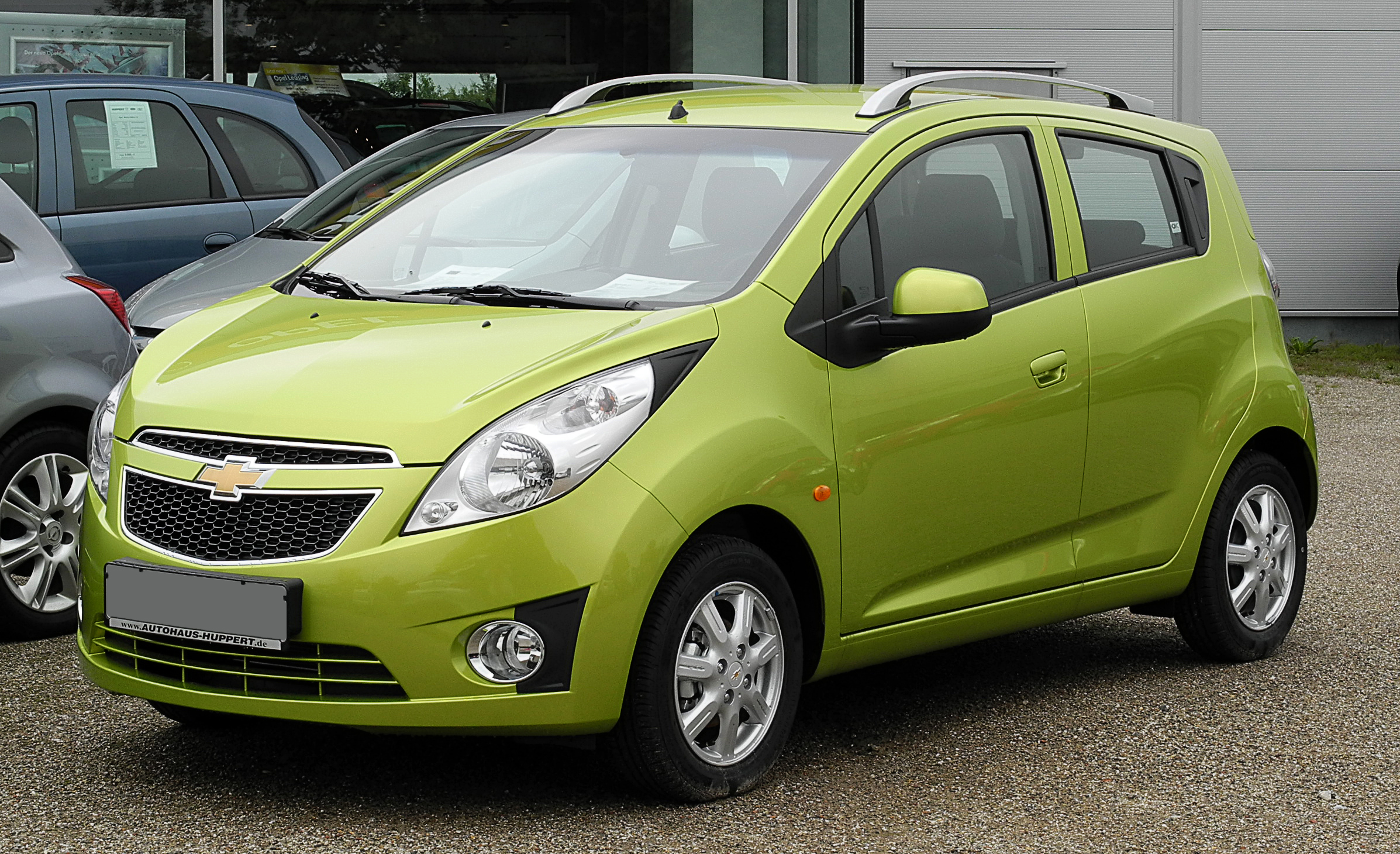
Chevrolet Spark M300

В 2007 году на автосалоне в Нью-Йорке Chevrolet представил 3 концепта компактных автомобилей: Trax, Groove и Beat. Последний стал прототипом нового поколения модели Spark, причём решение судьб концептов определялось голосованием на официальном сайте GM в начале 2007 года. 50% проголосовали за концепт Beat, он и стал серийной моделью. Trax и Groove остались концептами. Прототип оснащался 1,2 л бензиновым двигателем и автоматической коробкой передач.  Beat также появлялся в фильме Трансформеры: Месть падших.
Daewoo Matiz с индексом M300 впервые представлен на Женевском автосалоне 2009 года. По сравнению с предыдущим Matiz новичок заметно больше: на 100 мм длиннее, на 25 шире, на 95 выше. Колёсная база увеличилась на 30 мм. Теперь Daewoo Matiz построен на той же платформе, что и Suzuki Splash, известный также как Opel Agila.
В Южной Корее автомобиль производился до 2015 года под названием Daewoo Matiz Creative. В Европе и Америке автомобиль производился всё также под названием Chevrolet Spark. Производство в Узбекистане на заводе UzDaewoo началось в августе 2010 года и закончилось в 2016 году в связи с преобразованием UzDaewoo в Ravon. Оттуда автомобиль всё также экспортировался  в Россию, Казахстан и Украину.
В октябре 2011 года General Motors анонсировала производство электромобиля Chevrolet Spark EV, а в ноябре 2012 года автомобиль был представлен на автосалоне в Лос-Анджелесе. Производство электромобиля началось в 2013 году на рынках Южной Кореи и США. Электромобиль был оснащён мотором мощностью в 130 л.с. Производство электромобиля закончилось в 2016 году.
На Парижском автосалоне в сентябре 2012 года представлена модернизированная версия автомобиля Chevrolet Spark. Новыми являются передний бампер и третий стоп-сигнал, установленный на спойлере сзади. Кроме того, был переработан интерьер. Matiz Creative в свою очередь не претерпел никаких крупных изменений.

### Ravon R2

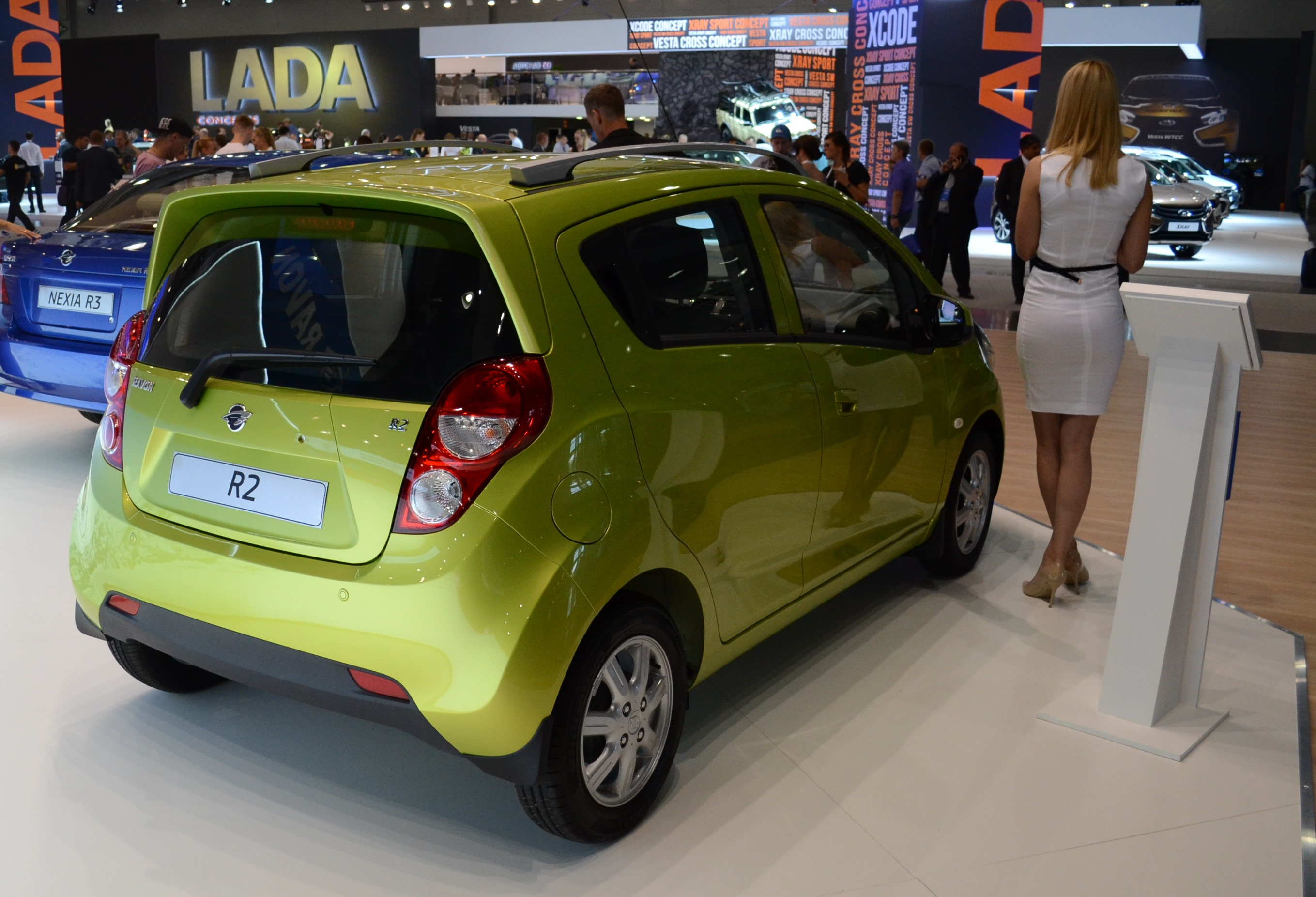
Хетчбэк Ravon R2 на Московском автосалоне 2016

С 2016 года автомобиль продается на российском рынке под именем Ravon R2. Машина предлагается с бензиновым мотором объёмом 1,2 литра (86 л. с.) и автоматической коробкой передач по цене от 389 тысяч рублей.
В ноябре 2016 года появились фотографии обновлённого Ravon R2. Автомобиль получил новую решётку радиатора и передний бампер, похожий на бампер рестайлинговой версии Chevrolet Spark M300.

### Безопасность
Chevrolet Spark прошёл тест EuroNCAP в 2009 году:
| Euro NCAP                                       | Euro NCAP | Euro NCAP | Euro NCAP             |
| ----------------------------------------------- | --------- | --------- | --------------------- |
| · общий рейтинг                                 |           |           |                       |
| 81%                                             | 78%       | 43%       | 43%                   |
| взрослый пассажир                               | ребёнок   | пешеход   | активная безопасность |
| Протестированная модель: Chevrolet Spark (2009) |           |           |                       |

## Четвёртое поколение

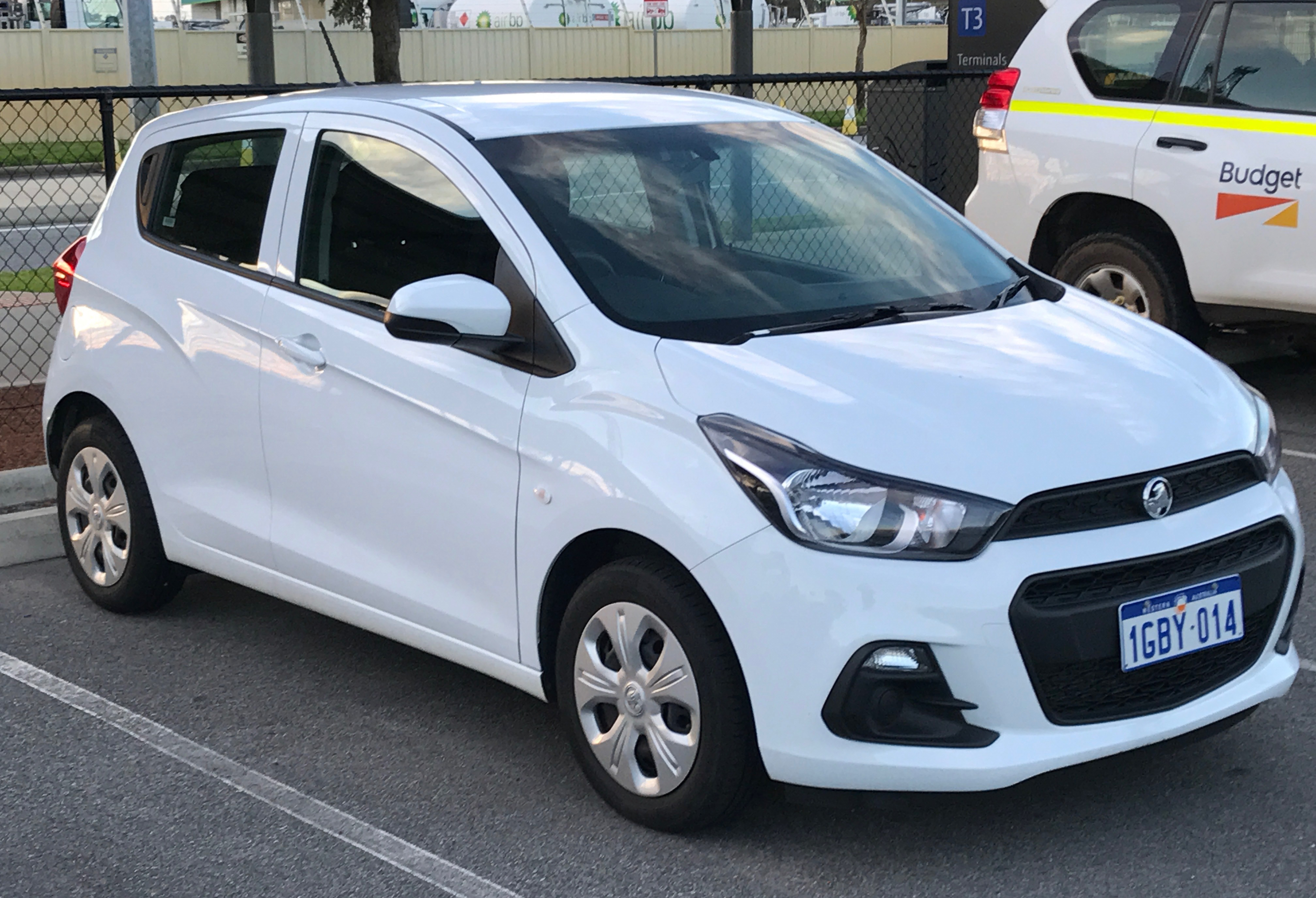
В Австралию автомобиль поставляется под названием Holden Spark

В апреле 2015 года на Нью-Йоркском автосалоне был показан новый Chevrolet Spark. Продажи начались в четвёртом квартале 2015 года.
Демонстрация была проведена с помощью Apple Car Play.
Новый Spark оснащён функциями Android. В Северной Америке Spark доступен в трёх комплектациях: базовой — 1LS, средней 1LT, и высшей 2LT.
В 2018 году автомобиль прошёл рестайлинг. В изменениях: третье поколение системы Chevrolet MyLink, некоторые изменения в экстерьере, добавлена система автономного экстренного торможения (AEB) и новые цвета кузова. Рестайлинг также прошли модели Chevrolet Cruze, Malibu и Camaro.

### Безопасность
Новый Spark прошёл только американский краш-тест от IIHS:
| IIHS                                            | IIHS |
| ----------------------------------------------- | ---- |
| Фронтальный удар с 40%-м перекрытием            | G    |
| Боковой удар                                    | G    |
| Протестированная модель: Chevrolet Spark (2015) |      |

В рейтинге германской «Ассоциации технического надзора» (VdTUV) в возрастных категориях «от 4 до 5 лет», «от 8 до 9 лет» и «от 10 до 11 лет» Matiz признан одним из самых ненадежных подержанных автомобилей 2019 года